# Billy Preston
William Everett "Billy" Preston, född 2 september 1946 i Houston, Texas, död 6 juni 2006 i Scottsdale, Arizona (njursvikt), var en amerikansk soulmusiker (sångare och klaviaturspelare) och kompositör.
Preston var bekant med The Beatles och bjöds 1969 in av George Harrison att spela klaviaturinstrument (Hammondorgel och Fender Rhodes elpiano) på några av gruppens inspelningar. Motivet till att han fick medverka sägs ha varit att gruppen på grund av sina interna konflikter arbetade bättre med en utomstående person närvarande. Prestons insats märks kanske tydligast på låtarna "Get Back" och "Let It Be", samt på takkonserten på Apple Corps 1969. Allt som allt medverkade han på nio utgivna Beatleslåtar, sju på albumet Let It Be och två på Abbey Road. På grund av sin insats för gruppen har han ibland kallats för "den femte beatlen" (detta tillnamn används dock även om många, bland annat The Beatles skivproducent George Martin, Brian Epstein och Stuart Sutcliffe).
Efter samarbetet med Beatles turnerade Preston med The Rolling Stones, varpå han slog igenom som soloartist. Hans första hit var instrumentala "Outa-Space" (vilken även användes som signatur till radioprogrammet Tio i topp 1972-1974) och den följdes av låtar som "Will It Go Round In Circles" (1973), "Nothing from Nothing" (1974) och "With You I'm Born Again" (1979).
Preston spelade även med bland andra Sam Cooke, Little Richard, Nat King Cole, Mahalia Jackson, Ray Charles, Red Hot Chili Peppers, Eric Clapton, Sammy Davis Jr., Sly Stone, Aretha Franklin, George Harrison, The Jackson Five, Quincy Jones, Fastball, Delaney & Bonnie and Friends samt Bob Dylan.

## Diskografi, solo
- 1963 – Sixteen Year Old Soul
- 1965 – The Most Exciting Organ Ever
- 1966 – The Wildest Organ in Town!
- 1967 – Club Meeting
- 1969 – Billy Preston
- 1969 – Greazee Soul
- 1969 – That's the Way God Planned It
- 1970 – Encouraging Words
- 1971 – I Wrote a Simple Song
- 1972 – Music Is My Life
- 1973 – Everybody Likes Some Kind of Music
- 1973 – Original Billy Preston: Soul'd Out
- 1974 – Live European Tour
- 1974 – The Kids & Me
- 1975 – Gospel in My Soul
- 1975 – It's My Pleasure
- 1976 – Billy Preston
- 1977 – A Whole New Thing
- 1979 – Late at Night
- 1981 – Billy and Syreeta
- 1981 – The Way I Am
- 1982 – Pressin' On
- 1984 – On the Air